# Urbania (Italie)
Pour les articles homonymes, voir Urbania (homonymie).
Urbania (autrefois Casteldurante) est une commune italienne d'environ 6 820 habitants (2022), située dans la province de Pesaro et d'Urbino, dans la région Marches, en Italie centrale.

## Géographie
Urbania se trouve à environ 16 km au sud-ouest de la ville d'Urbino, dans l'est de l'Ombrie et des Apennins umbro-marchesans, au sud de la région historique de Montefeltro, sur le cours supérieur du fleuve Metauro. Les montagnes au sud de la ville s'élèvent à 791 m  (Monte dei Torrini). Le centre de la ville  se trouve à une altitude de 273 m.

## Histoire
Urbania s'appelait à l'origine Castel delle Ripe, et était commune libre guelfe. Pour cette raison elle a été détruite en 1277 par les  gibelins de la ville voisine d'Urbino.
La population ayant survécu se réfugia dans l'abbaye bénédictine San Cristoforo autour de laquelle vers 1284, fut reconstruite la nouvelle ville du prélat Guillaume Durand, gouverneur de la Romagne et de la Marche d'Ancône.
En son honneur la ville fut appelée Casteldurante.
Par la suite la cité tomba sous la seigneurie des Brancaleoni, avec la succession assurée conjointement par les fils Nicola Filippo, Pierfancesco et Gentile.
Après le décès de ses frères, Pierfrancesco assuma seul la seigneurie, son fils unique Lamberto étant mort, ce sont ses neveux Galeotto et Alberico (fils de Nicola Filippo) et Bartolomeo (fils de Gentile) qui lui succédèrent.
Les trois cousins se partagèrent la seigneurie : Galeotto et Alberico qui restèrent ensemble administrèrent la majeure partie dont la cité d'Urbania, tandis que Bartolomeo obtint Mercatello sul Metauro et la Massa Trabaria.
La seigneurie des frères, devenus tyrans fut brève car ils furent massacrés par la population qui ne restaura pas l'ancienne liberté communale et s'offrit au duc d'Urbin.
La branche de  Mercatello sul Metauro, s'éteignit avec Gentile, première épouse de Federico da Montefeltro, duc d'Urbin, qui apporta comme dot les terres de sa famille.
Les Della Rovere, successeurs des Montefeltro dans le duché d'Urbin firent restaurer l'ancienne demeure du palazzo dei Brancaleoni par un groupe d'architectes comprenant Francesco di Giorgio Martini, Annibale della Genga et Paolo Scirri (connu aussi sous le nom de Scirro Scirri) , ce dernier était probablement le premier maître en architecture de Bramante.
Seul le dernier duc d'Urbin Francesco Maria II Della Rovere, vécut en permanence à Casteldurante en y transférant la cour ducale. Il y mourut en 1631, et le duché d'Urbin retourna sous la domination de l'État pontifical.
Le 18 février 1636, le pape Urbain VIII éleva Casteldurante au rang de cité et de diocèse en changeant pour la troisième fois son nom qui devint « Urbania ».
Le 11 septembre 1860 Urbania entra dans le royaume d’Italie et à partir de ce moment, l’histoire de la ville suivit l’histoire de l’Italie tout entière.
Urbania a été décorée de la Medaglia di Bronzo al Valor Militare pour sa contribution à la Résistance au cours de la Seconde Guerre mondiale, en particulier pour l'activité de la « Brigata Garibaldi Romagnola ».
Le 23 juin 1944, Urbania a subi un tragique bombardement de la part des troupes alliées qui a provoqué d'importantes destructions ainsi que 248 victimes civiles. Pour ce motif la ville est reconnue « Cité martyre de la Province de Pesaro et Urbino » .

## Culture
La ville est célèbre à la Renaissance pour sa production de majolique, connue sous le nom de majolique de Casteldurante. L’ornementation de ces objets traitent de sujets bibliques comme de jeux visuels grivois, de grotesques comme des récits mythologiques ou politiques. De nombreux musées de par le monde en exposent des pièces ; en France, le Musée national de la Renaissance à Ecouen en possède un grand nombre qui font montre d'une grande variété stylistique.

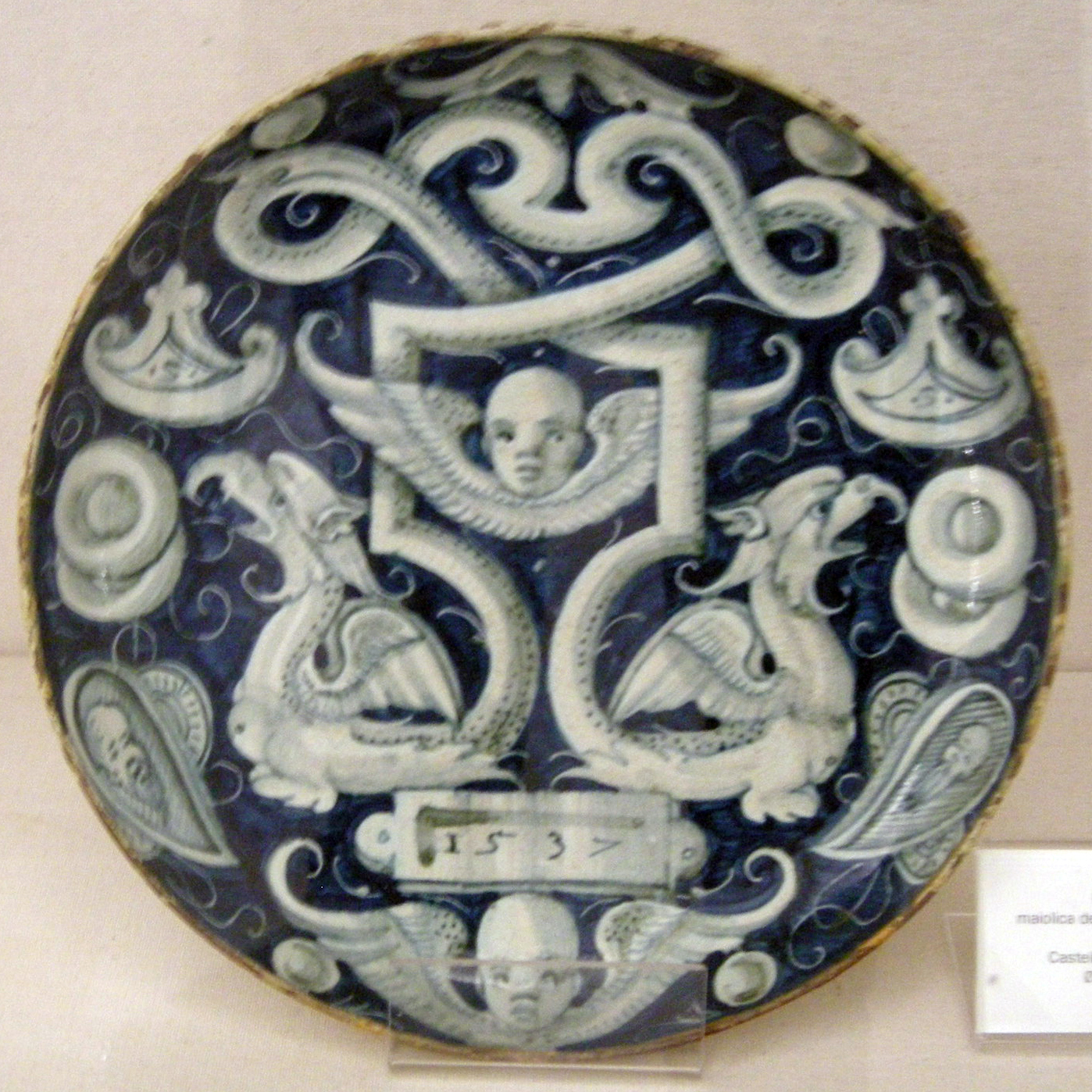
Majolique de Casteldurante, 1537.
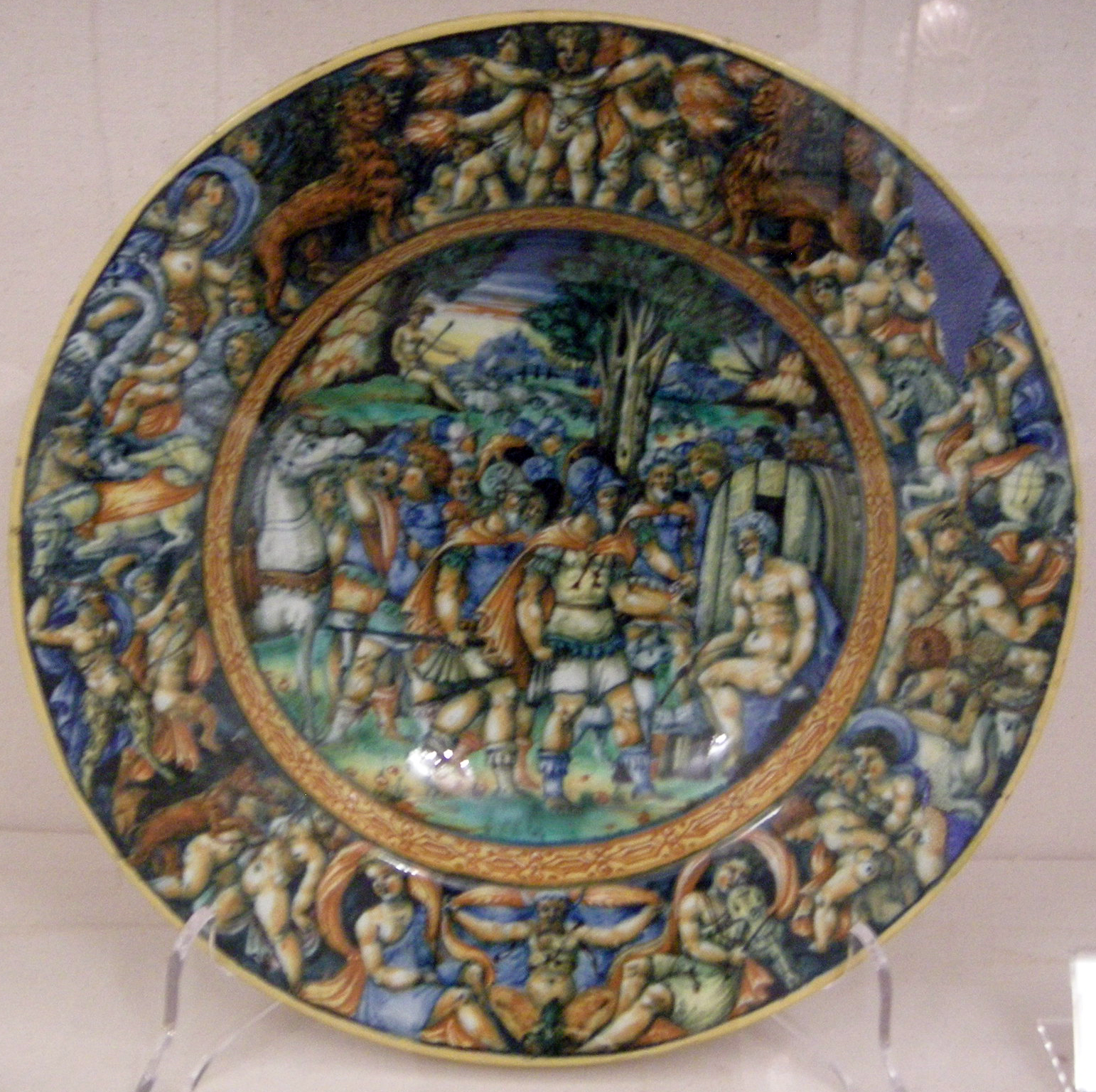
Alexandre et Diogène, Majolique de l’Atelier Picchi di Casteldurante, 1559.
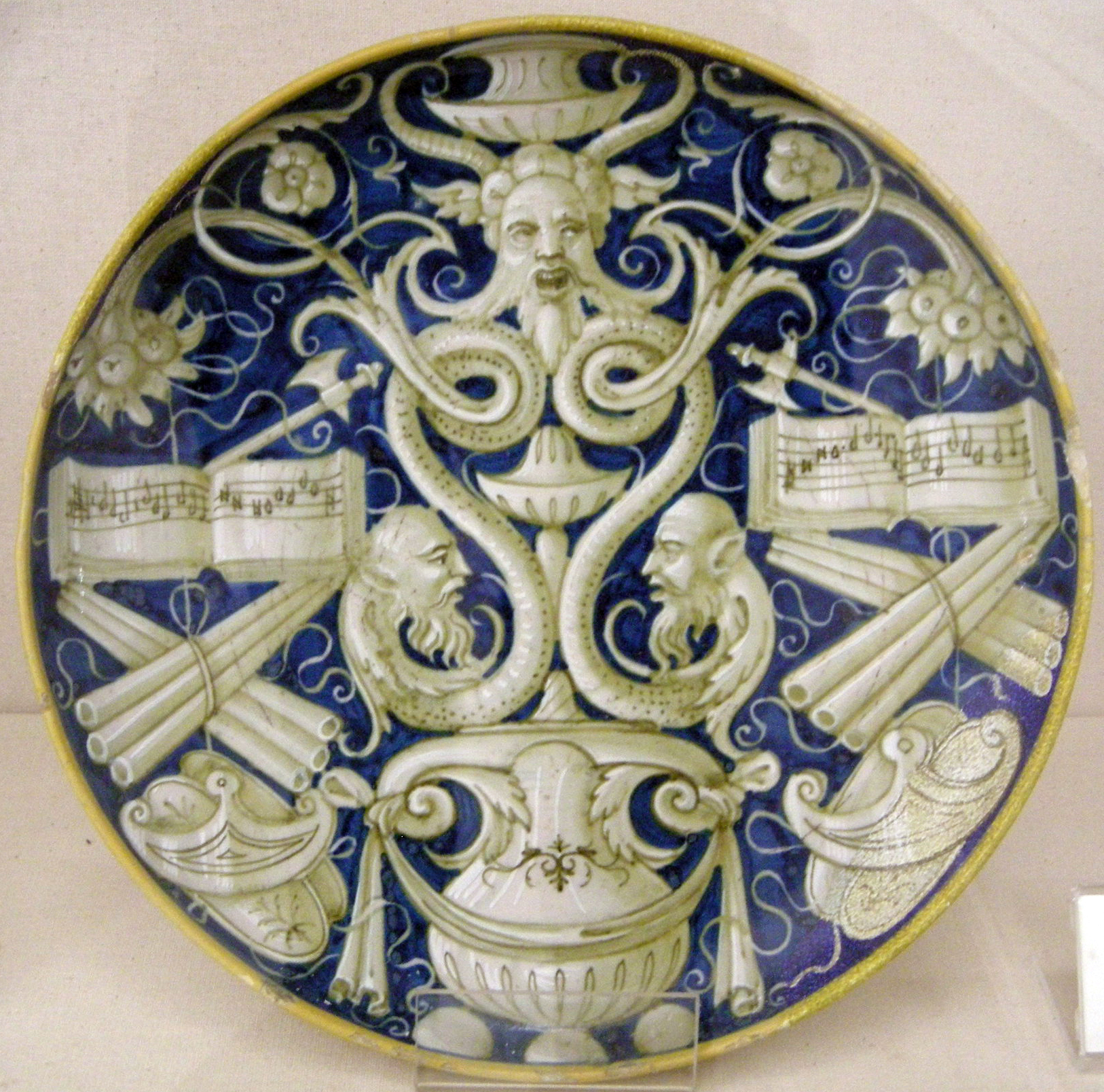
Majolique de Casteldurante 1525-1550.

## Monuments et patrimoine
- Le Palazzo Ducale (XVe et XVIe siècles) qui accueille le musée communal.
- Chiesa dei Morti (Église des Morts), avec des momies datant du Moyen Âge à la Renaissance.
- Vestiges et murailles  médiévales.
- Église du Corpus Domini (Renaissance).
- Église baroque Santa Caterina.
- Église San Francesco (XVIIIe siècle).
- Cathédrale et palais épiscopal, siège du musée diocésain.
- Palais Municipal XVIe siècle et son clocher (1561)
- Théâtre Donato Bramante (XIXe siècle).
- Concattedrale di San Cristoforo Martire.

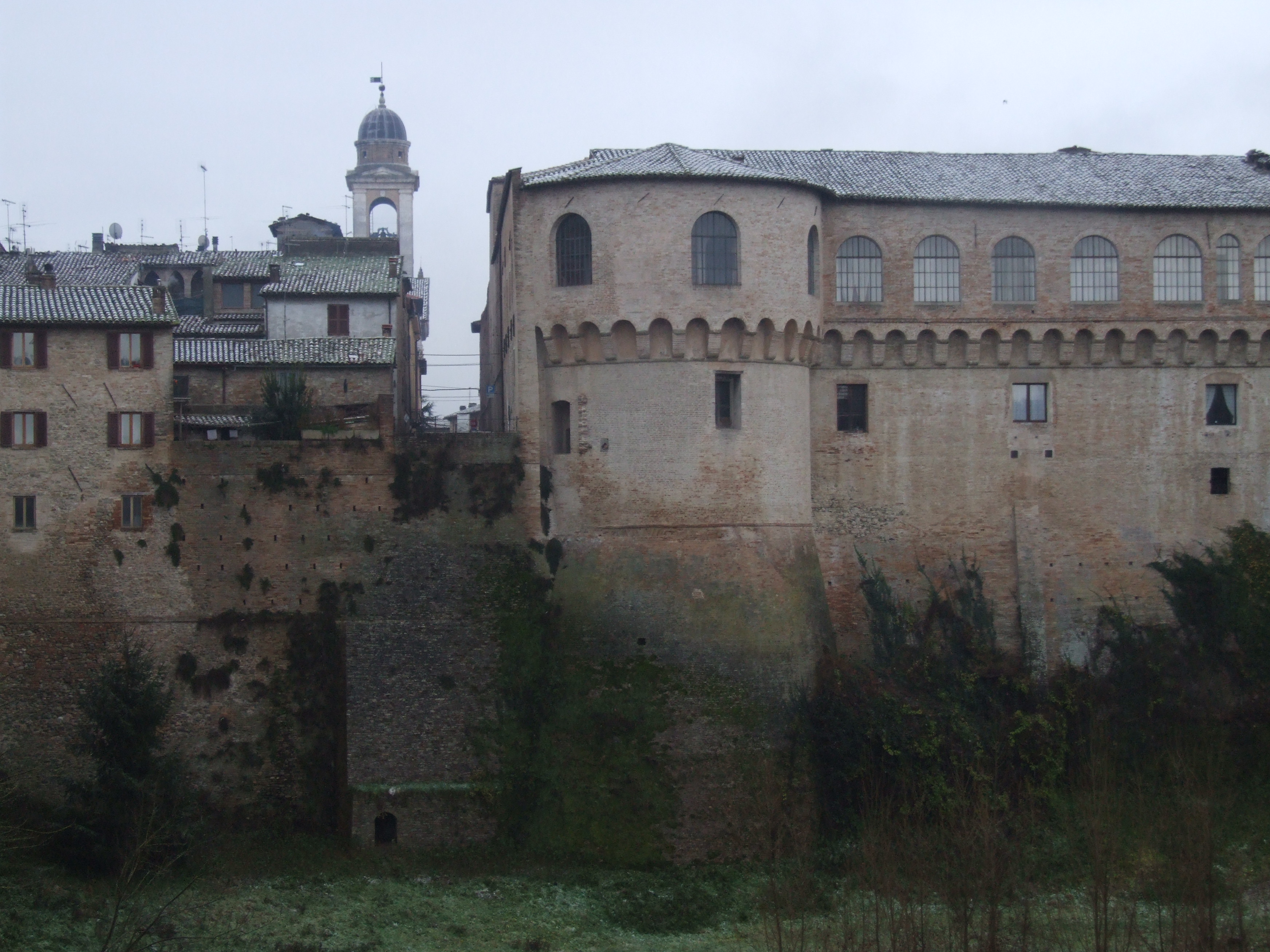
Palais Ducal d'Urbania.
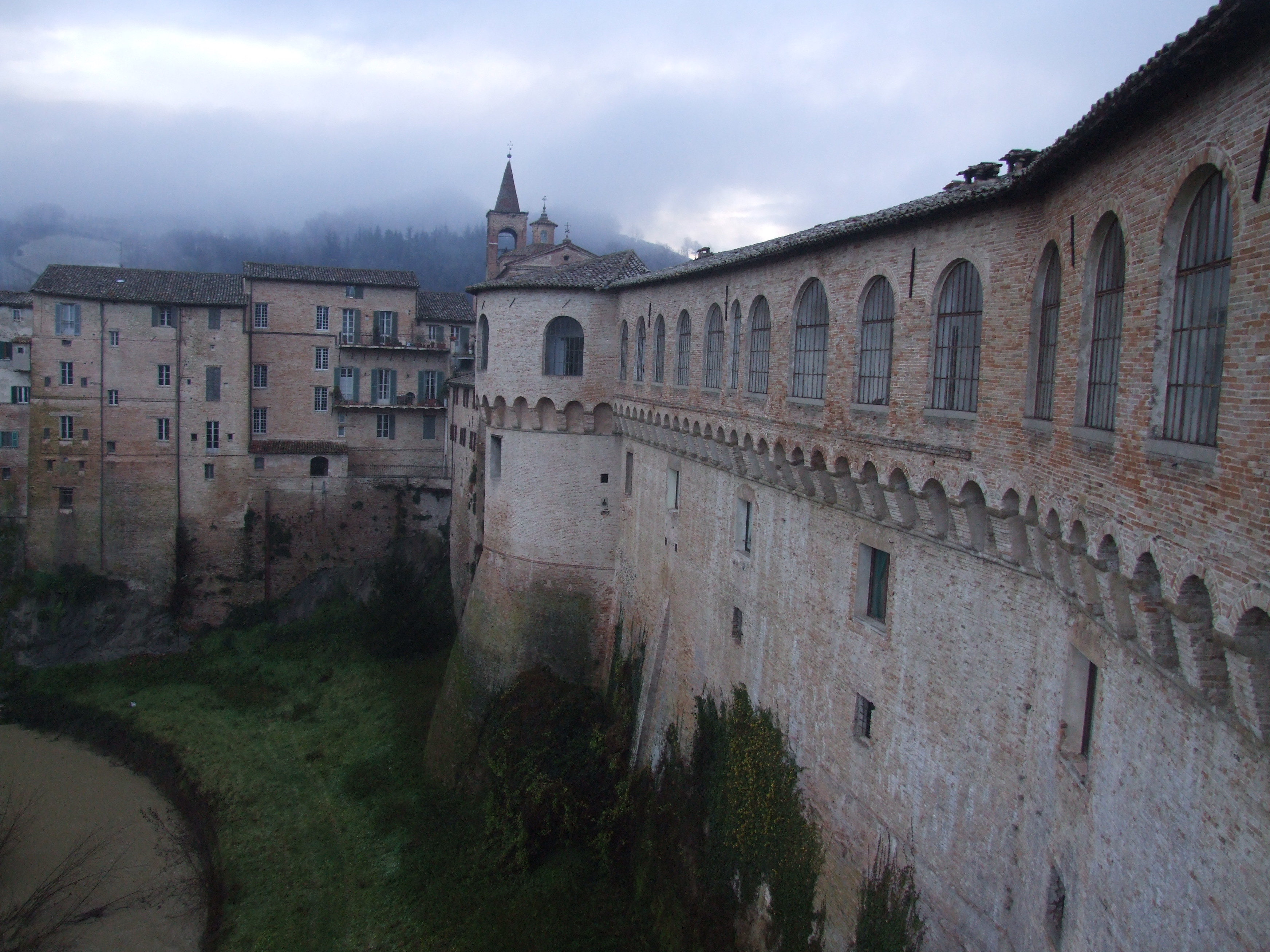
Palais Ducal d'Urbania.
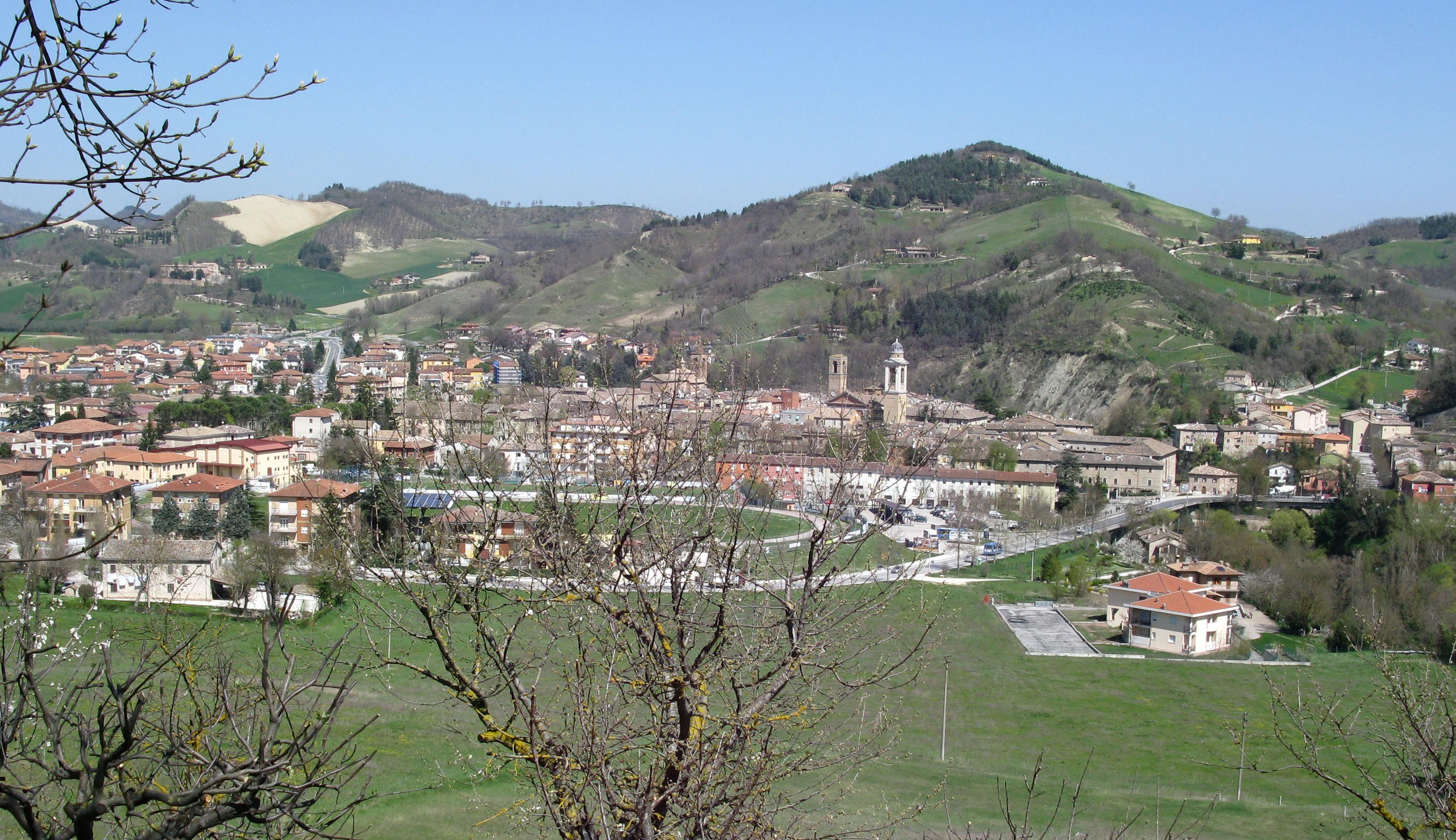
Urbania au pied des collines environnantes.
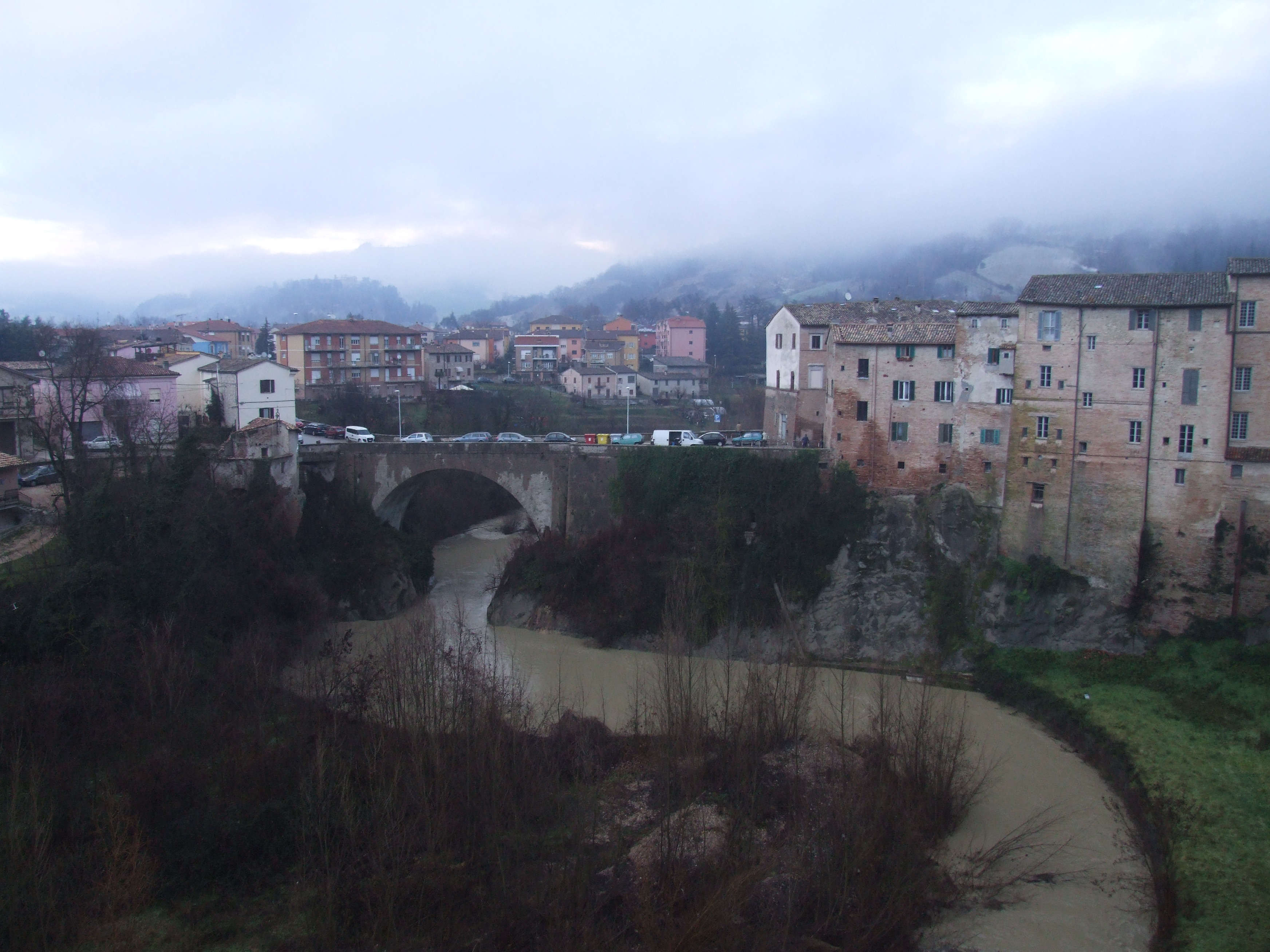
Pont du Riscatti, Urbania.
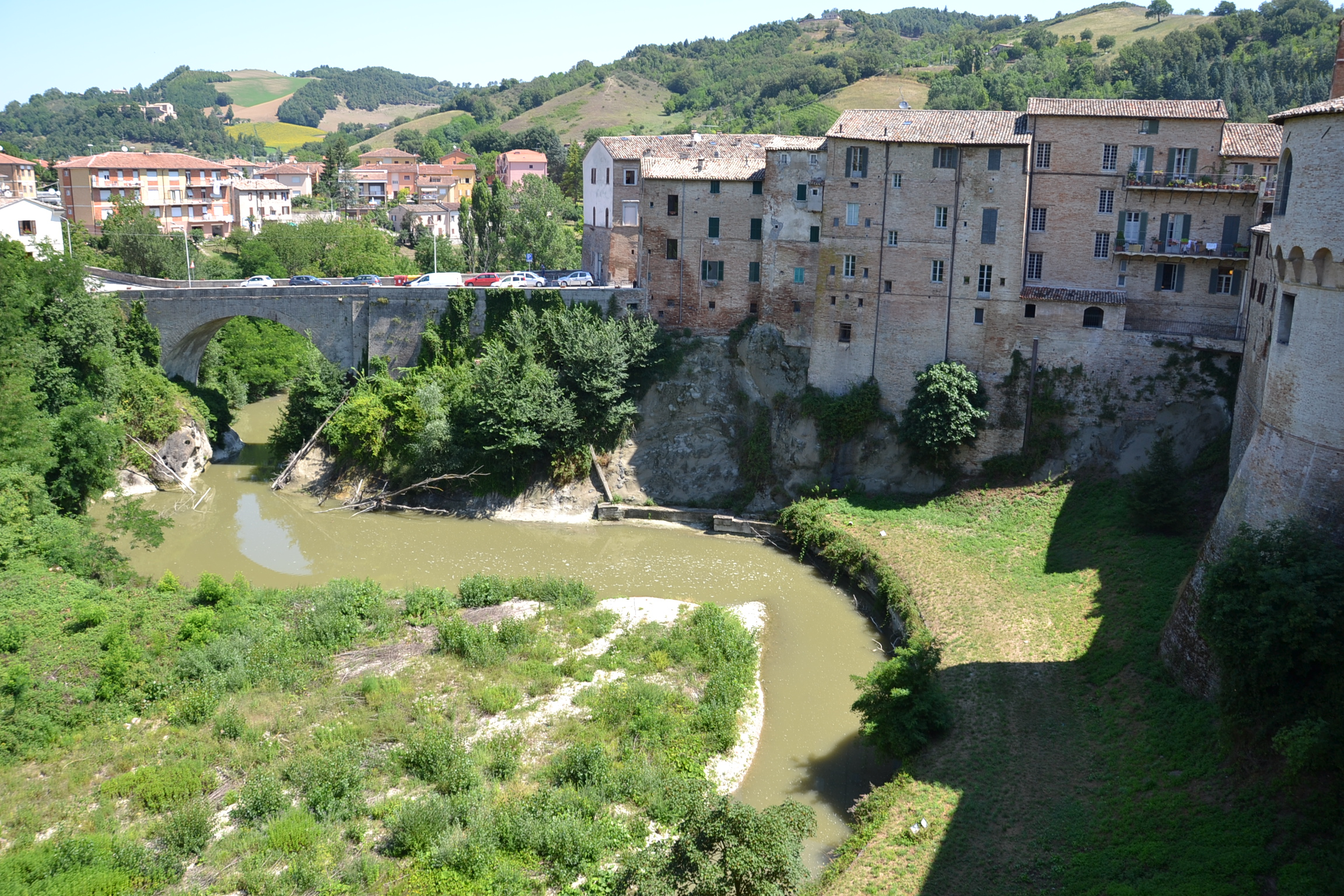
Autre vue d'Urbania.
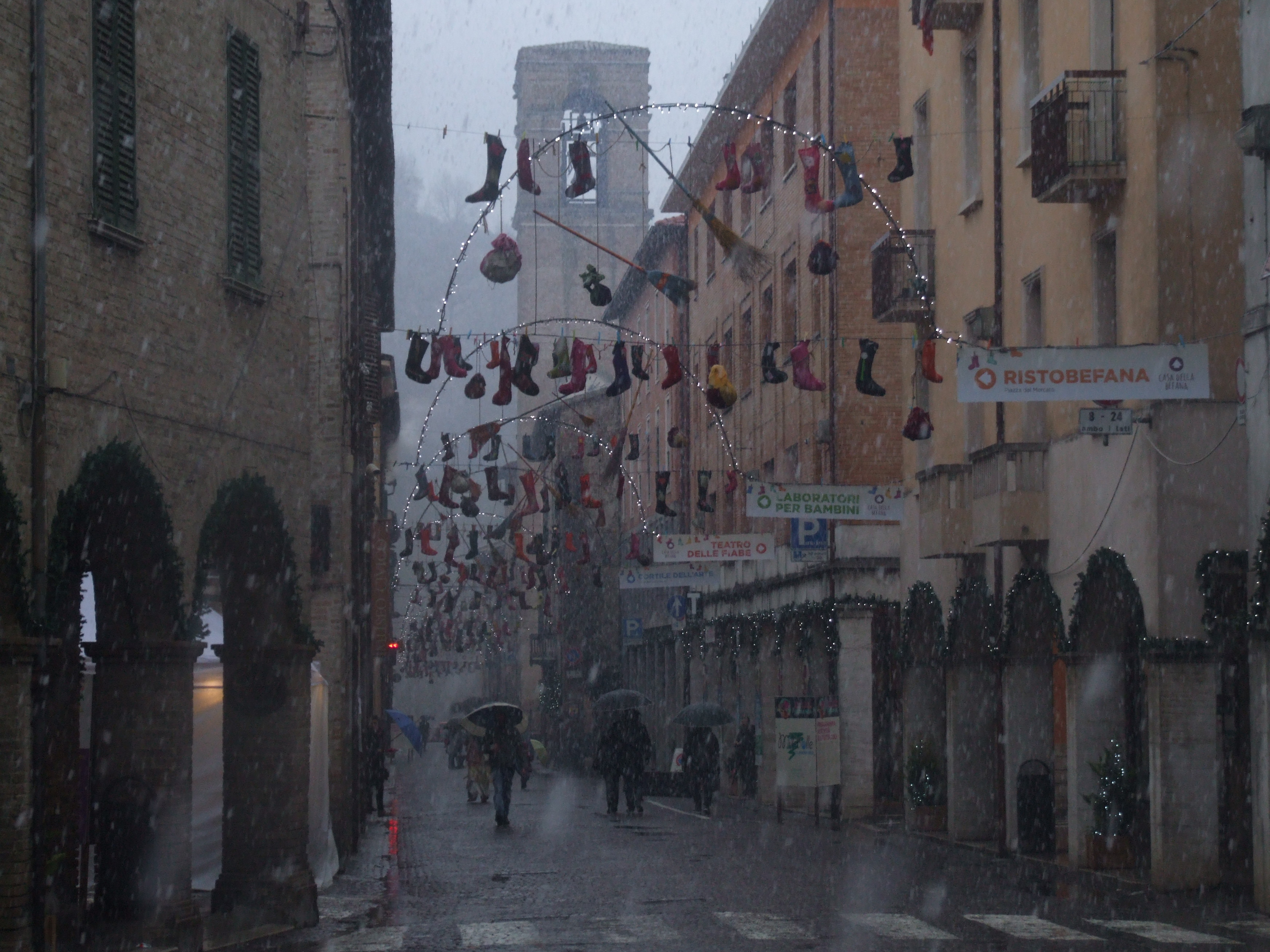
Centre d’Urbania avec tour du Palais Ducal.
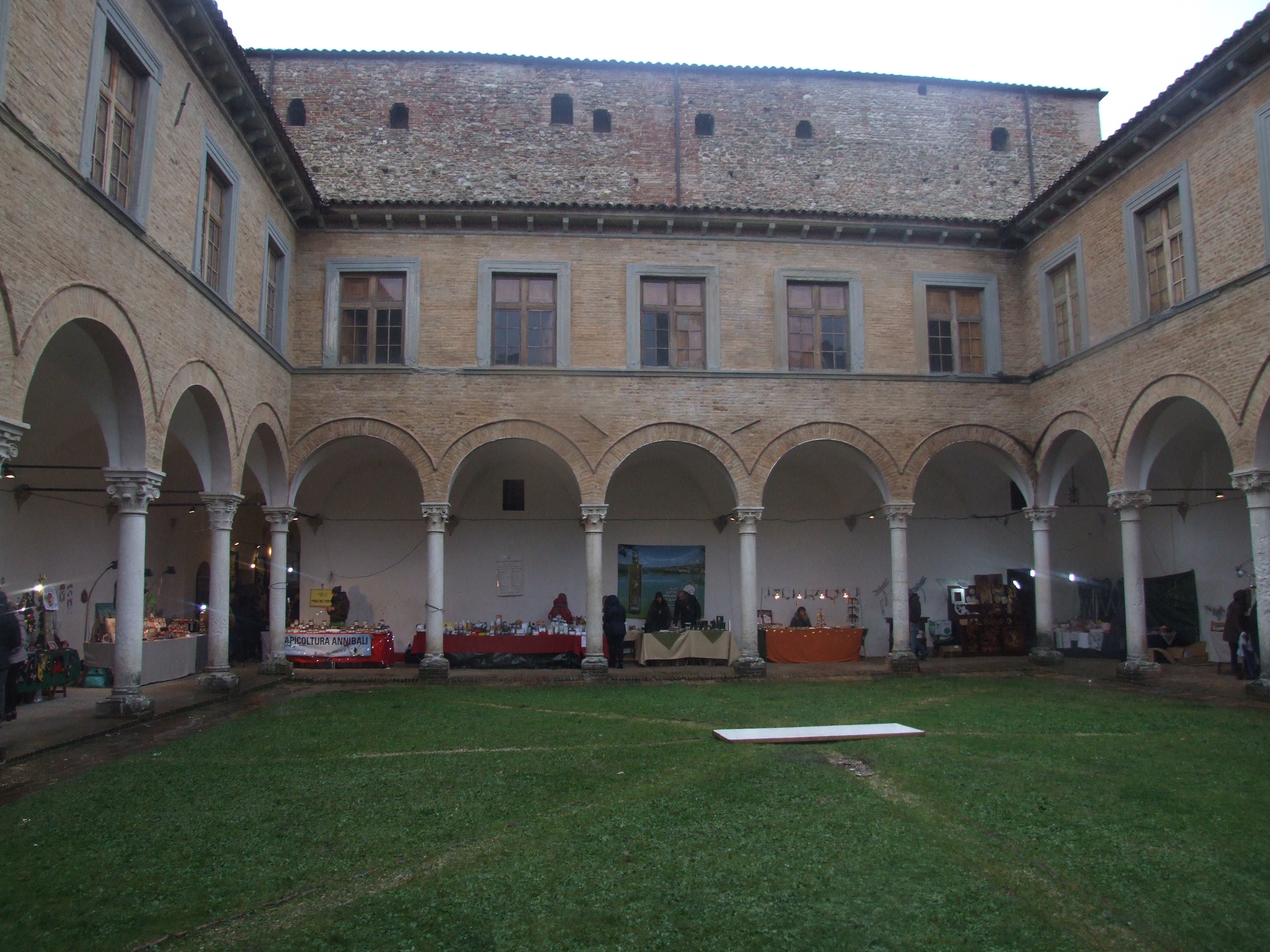
Intérieur du Palais Ducal.
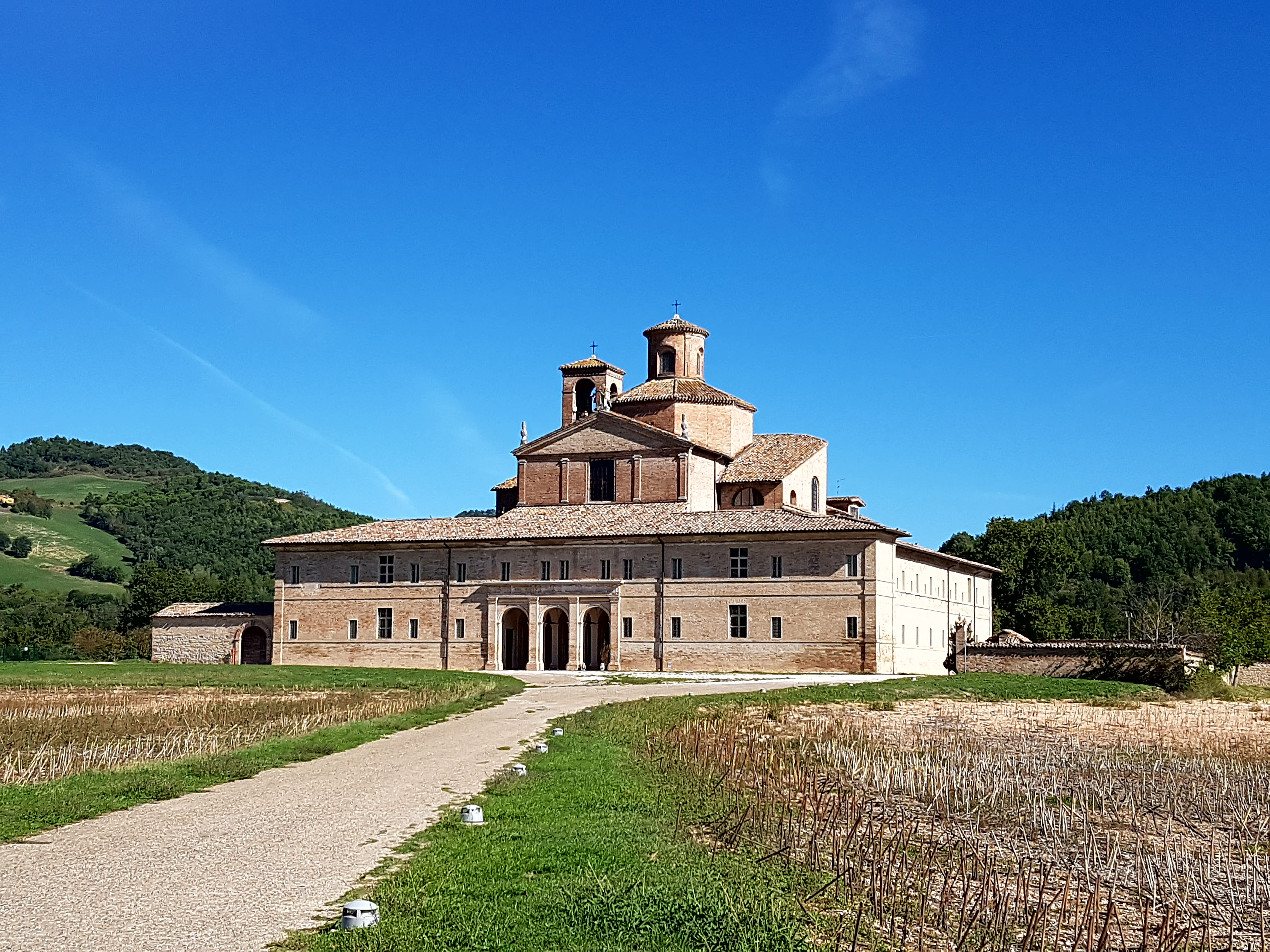
Barco Ducale d'Urbania.

## Administration
| Période                                  | Période  | Identité       | Étiquette       | Qualité |
| ---------------------------------------- | -------- | -------------- | --------------- | ------- |
| 14 juin 2004                             | En cours | Luca Bellocchi | Centro-Sinistra |         |
| Les données manquantes sont à compléter. |          |                |                 |         |

### Hameaux
Barca, Campi Resi, Campolungo, Gualdi, Muraglione, Orsaiola, Ponte San Giovanni, San Lorenzo in Torre, San Vincenzo in Candigliano, Santa Maria del Piano, Santa Maria in Campolungo, Santa Maria in Spinaceti

### Communes limitrophes
Acqualagna, Apecchio, Cagli, Fermignano, Peglio, Piobbico, Sant'Angelo in Vado, Urbin

### Montaigne à Urbania
Montaigne en 1581 a transité par Urbania lors de ses voyages en Italie, lors de son trajet entre Urbino et Sansepolcro.

« Nous randismes sur la fin de la journée par un chemin bas & aisé à Castel Durante (Urbania) quinze milles. Villete assise en la pleine, le long de Metaurus, apartenant au duc d’Urbin. Le peuple y faisoit fus de joïe & feste de la naissance d’un fils masle, à la Princesse de Besigna,... »

— Journal du voyage de Montaigne, § sur Urbania.

## Personnalités liées à Urbania
- Bramante, (Donato Donnino di Angelo di Pascuccio, dit le Bramante) (Fermignano, 1444 – Rome, 1514), polymathe de la Renaissance (architecte, peintre, poète)
- Urbain VIII, 235e pape de l'Église catholique (né Maffeo Vincenzo Barberini) (1568-1644).
- Cipriano Piccolpasso, (Urbania 1524 - Urbania 1579) polymathe de la Renaissance (architecte, historien, céramiste, peintre, écrivain)
- Sebastiano Maccio (Urbania 1550 - Pesaro 1615) philologue
- Luzio Dolci (1516-1591) peintre maniériste

## Sources
- (it) Cet article est partiellement ou en totalité issu de l’article de Wikipédia en italien intitulé « Urbania » (voir la liste des auteurs).